# Fiumi artici
I fiumi artici sono quelli che sfociano nel Mar Glaciale Artico e nei mari adiacenti. Si differenziano dagli altri fiumi del nostro pianeta perché, a causa del clima, sono bloccati dai ghiacci per lunghi periodi dell'anno.

L'Artide - nella mappa sono indicati anche i fiumi citati nella voce

I seguenti cinque fiumi artici sono quelli che hanno la maggiore lunghezza:
- il fiume Ob', che, con il suo affluente Irtyš, si estende per 5410 km;
- il fiume Enisej, che, con i suoi affluenti Angara e Selenga, si estende per 4506 km;
- il fiume Lena, che si estende per 4400 km;
- il fiume Mackenzie, che, con i suoi affluenti Peace e Finlay, ha una lunghezza complessiva di 4022 km;
- il fiume Yukon, che raggiunge i 3184 km.

I primi tre sono fiumi asiatici siberiani, gli altri due scorrono invece in America settentrionale.
Secondo la lista Global 200, che propone una classificazione di tutti i biomi del pianeta, l'insieme dei "fiumi artici" è uno dei dodici biomi d'acqua dolce. Questo bioma comprende non solo il corso dei fiumi, ma anche tutte le acque dolci che si trovano nei loro bacini.
Il bioma "fiumi artici" si estende quindi in Asia (bacini dei fiumi siberiani), in Europa (bacini tributari del Mar Glaciale Artico, del Mare di Norvegia, del Mar Baltico e del Mare di Barents) e in America (bacini dei fiumi canadesi e alaskani tributari del Mar Glaciale Artico o del Mare di Bering.

## Le ecoregioni del bioma "Fiumi artici" nel mondo
Come tutti gli altri biomi definiti dalla lista Global 200, anche quello dei fiumi artici comprende diverse ecoregioni, elencate di seguito.
In America
- "Bacini della costa dell'Alaska" (Stati Uniti d'America, Canada). L'ecoregione comprende il corso inferiore del fiume Yukon, dopo la confluenza con il fiume Tanana. Si estende fino al basso corso del fiume Mackenzie a est, senza includerlo. È delimitata dal Mare di Beaufort a nord, dal Mare di Bering a ovest dal Golfo dell'Alaska a sud. L'ecoregione include anche le isole Aleutine e i corsi d'acqua che sfociano nella Baia di Bristol[3].
- "Bacino superiore del fiume Yukon" (Stati Uniti d'America, Canada)[4].
- "Bacino inferiore del fiume Mackenzie" (Canada)[5].
- "Bacini della costa artica canadese centrale" (Canada). Questa estesa ecoregione comprende la costa artica dei Territori del Nord-Ovest e del Nunavut. È delimitata dal Mar Glaciale Artico a nord, dal fiume Coppermine e Back a sud e ad est, e dal Grande Lago degli Orsi a ovest[6].
- "Versante della Baia di Hudson occidentale" (Canada)[7].
- "Bacini dell'Arcipelago artico canadese" (Canada)[8].

In Europa
- "Bacini d'Islanda e dell'isola di Jan Mayen" (Islanda, Norvegia)[9].
- "Versante del Mare di Norvegia" (Norvegia, Svezia)[10].
- "Versante del Mar Baltico settentrionale" (Danimarca, Finlandia, Norvegia, Russia, Svezia)[11].
- "Versante del Mare di Barents" (Finlandia, Norvegia, Russia). Comprende tutti i corsi d'acqua che sfociano nel Mare di Barents e nel Mar Bianco, suo dipendente, compresi anche quelli dell'arcipelago norvegese delle Isole Svalbard[12].

In Asia
- "Bacino del fiume fiume Ob'" (Kazakistan, Russia)[13].
- "Bacino del fiume Enisej" (Mongolia, Russia)[14].
- "Bacino del fiume Tajmyra" (Russia)[15].
- "Bacino del fiume Lena" (Russia)[16].
- "Bacino del fiume Kolyma" (Russia)[17].
- "Bacino del fiume Anadyr' (Russia)[18].
- "Bacini della Čukotka orientale" (Russia)[19].